# Seukendorf
Seukendorf är en kommun och ort i Landkreis Fürth i Regierungsbezirk Mittelfranken i förbundslandet Bayern i Tyskland.
Kommunen ingår i kommunalförbundet Veitsbronn tillsammans med kommunen Veitsbronn.